# Premio Tesis Doctorales en Cooperación para el Desarrollo
El Premio 'Tesis Doctorales en Cooperación para el Desarrollo' es un certamen celebrado desde el año 2011 por el Grupo 9 de Universidades donde se otorga un premio a la mejor tesis doctoral vinculada con temas de desarrollo humano sostenible y cooperación internacional para el desarrollo.

## Objetivo
El objetivo es premiar la mejor tesis doctoral sobre temas de Desarrollo Humano Sostenible, Educación para el Desarrollo y Cooperación Universitaria al Desarrollo, en cualquiera de las universidades públicas españolas.
A través de este premio, se trata de potenciar, con vocación de continuidad en el tiempo, utilidad técnica y aplicación práctica, la investigación para y sobre el desarrollo en el marco de los programas de doctorado de las universidades públicas, así como la realización de tesis que puedan dar lugar a líneas de investigación.

## Destinatarios
Se puede optar al premio cualquier persona que haya estado matriculada en un programa de doctorado de cualquier universidad pública española y que haya defendido con éxito su tesis doctoral durante los plazos que se marcan en las bases del concurso en cada edición.
El trabajo que se presenta a concurso debe de estar redactado en castellano, inglés o francés, y no debe haber sido premiado con anterioridad.

## El premio
El premio consiste en la publicación de la tesis ganadora en formato digital con número de registro ISBN y su difusión en la red de universidades del Grupo 9 de Universidades junto a otras redes asociadas. Asimismo, la persona ganadora recibe un diploma acreditativo y un premio “tecnológico” valorado en 500 euros.
La entrega del premio tiene lugar en el marco de una reunión de la Asamblea General de Rectores del Grupo 9 de Universidades, quién se reserva el derecho de uso del contenido de la investigación, sin perjuicio de lo establecido en la legislación en materia de derechos de autor.
El premio puede quedar desierto, si así se estima oportuno por parte del Grupo 9 de Universidades.

## Historia
En la actualidad se han celebrado ediciones de este premio en el año 2011, en el año 2012 y en el año 2014.
En el año 2017 tuvo lugar la cuarta de las ediciones de este premio, siendo Pau Lillo Rodrigo, doctor por la Universidad Politécnica de Valencia, el vencedor de dicha edición.